# Firebrand Trevison
Firebrand Trevison (o Fire-Brand Trevison) è un film muto del 1920 diretto da Thomas N. Heffron. La sceneggiatura si basa su  "Firebrand" Trevison, romanzo di Charles Alden Seltzer pubblicato a New York nel 1918.

## Trama

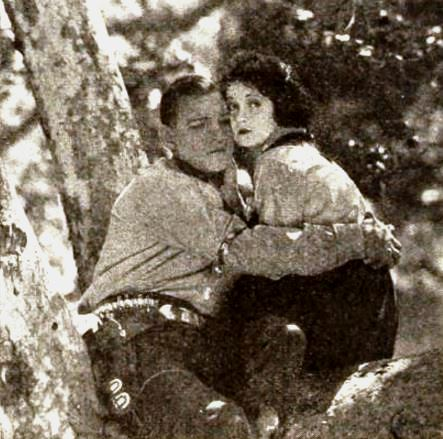
Buck Jones e Winifred Westover

Rosalind Benham, figlia del presidente delle ferrovie, si reca nel West insieme alla zia e a Jefferson Corrigan, un suo corteggiatore che rappresenta gli interessi di Benham. L'obbiettivo di Corrigan è quello di acquisire il ranch Diamond K, di proprietà di Firebrand Trevison, sui cui terreni dovrebbe passare la linea ferroviaria. Ma il nuovo arrivato non riscuote le simpatie dell'agricoltore: ben presto, i due uomini finiscono per venire alle mani. Geloso a causa di Rosalind, Corrigan trama per rovinare il rivale, coinvolgendo - nei suoi complotti per sottrargli la terra - un giudice corrotto e Hester Keys, che deve fingere di avere una relazione con Rosalind. Firebrand saprà, però, superare tutti gli ostacoli, tenendosi sia la terra che la ragazza.

## Produzione
Il film fu prodotto dalla Fox Film Corporation.

## Distribuzione
Il copyright del film, richiesto da William Fox, fu registrato il 5 settembre 1920 con il numero LP15600. Distribuito dalla Fox Film Corporation, il film uscì nelle sale cinematografiche statunitensi il 5 settembre 1920.